# Tranvía de León

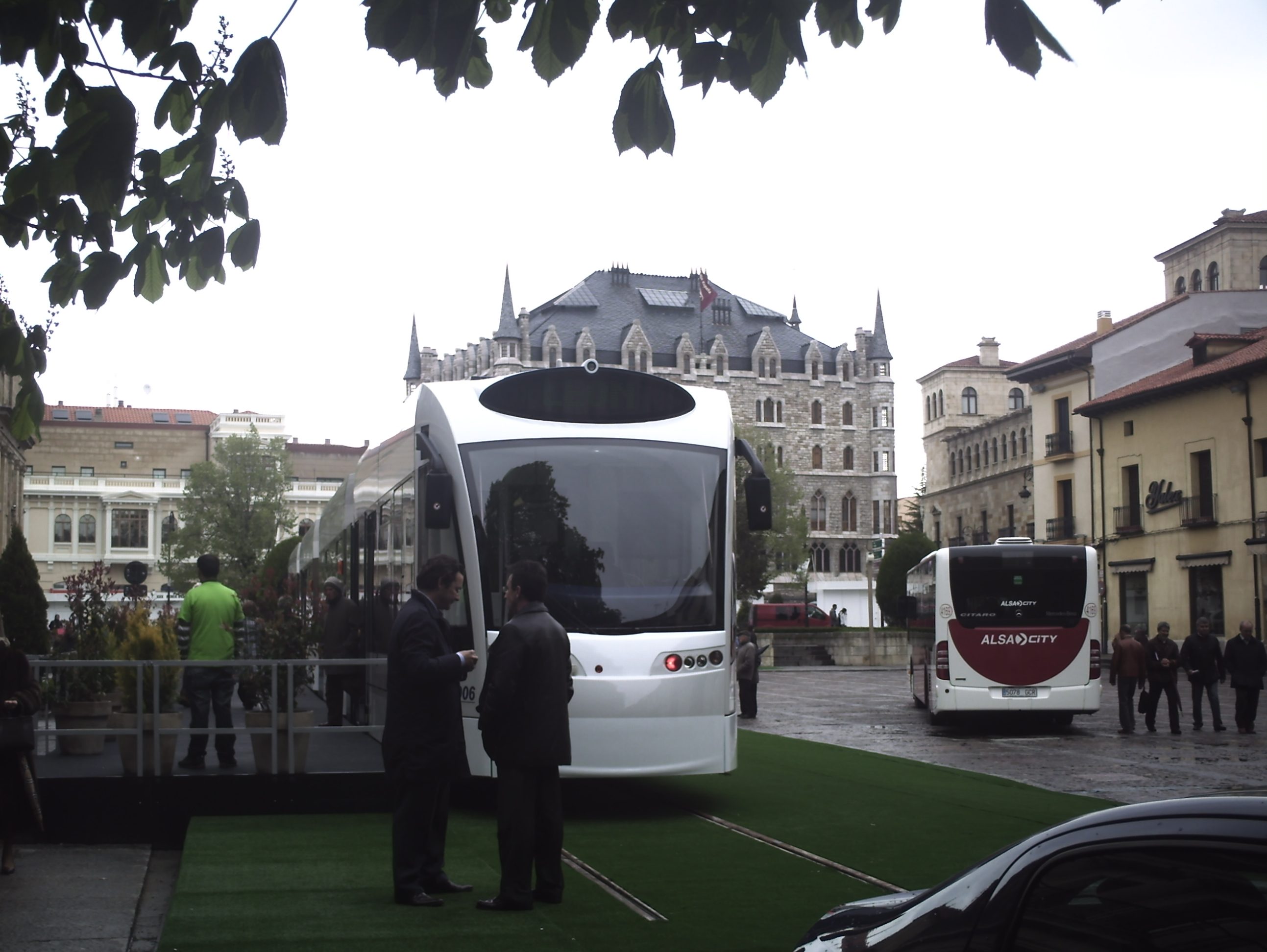
Presentación del Plan de Movilidad Urbana Sostenible (PMUS) de León.

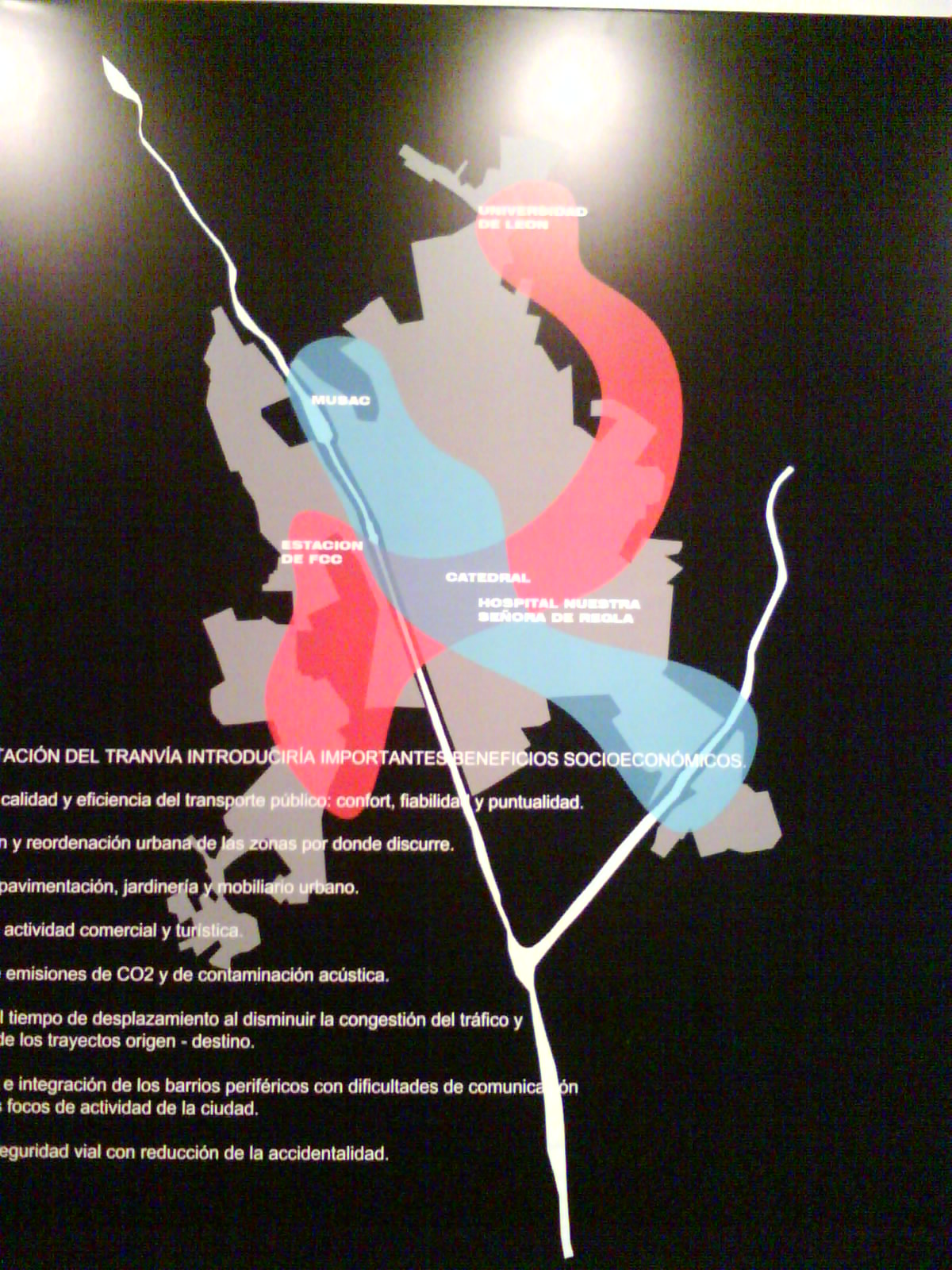
Ejes principales de movimiento en la ciudad de León.

El proyecto de construcción del Tranvía de León surge durante el período electoral del 2007, aunque ya a principios del siglo XX se realizaron estudios para implantar un sistema de trolebús que finalmente fueron desechados.
|  |

## Antecedentes históricos
Según cuenta el periodista Manuel Cachafeiro en un artículo en el diario La Crónica de León de agosto de 2010, hubo un proyecto de tranvía para León en el año 1903:

Antes de la Guerra Civil, el tranvía llegó a funcionar en 28 ciudades de España y en medio mundo, pero los años 70 lo enterraron por ser un medio de transporte obsoleto y caro. León no lo tuvo nunca, aunque también soñó con él. Ya llovió desde que, en el año 1903, se presentó el proyecto leonés ante el Ministerio siguiendo la estela de ciudades próximas como Valladolid, Oviedo y Gijón.
Del leonés que lo presentó nada más se supo. Se llamaba Graciano Díez y Pérez y el proyecto y la memoria fueron firmados por los técnicos Ramón y Luis D. de los Terreros. Para la operación fue necesario que Graciano Díez y Pérez depositara en la Caja General de Depósitos un aval de 193 pesetas. El recorrido que se planteó fue de la Catedral a la Estación del Norte, pasando por San Marcelo, Santo Domingo, carretera de Villacastín, también llamada calle Ordoño II, plaza de Guzmán, Puente de Hierro y plaza de la Estación. En total, un recorrido total de 2.926 metros.

En la memoria, rescatada del olvido en su día por el cronista Luis Pastrana, se explicaba que León estaba llamada a ser "uno de los centros comerciales e industriales más importantes del interior de España", por lo que necesitaba un transporte público moderno y no los viejos carruajes que sufrían el castigo del paso por los adoquines. El precio de la obra se estimaba en 19.350 pesetas. Ahora se habla de muchos millones de euros más. Aunque no se describían los vehículos a utilizar, sí se especificaba el número caballerías, que sería de cuatro con un coste anual de manutención de 2.190 pesetas. Los costes de personal se reducían a un cochero, un cobrador y un empleado.

## Primeros intentos
La creación de un sistema tranviario en la ciudad de León es un proyecto surgido en el año 2000 de la mano del concejal de Urbanismo Cecilio Vallejo, que se ha ido modificando a lo largo del tiempo para adaptarse a las necesidades cambiantes de la ciudad.
La idea original era adaptar el trazado de las vías que la empresa Feve dispone en los municipios de León y Villaquilambre como base del sistema tranviario, lo que permitiría aprovechar las potencialidades existentes y dar respuesta al rápido crecimiento de la población presentándose a tal efecto un proyecto de intervención financiado con cargo a fondos de la Unión Europea, algo que fue finalmente rechazado lo que hizo abandonar el proyecto original.

## Impulso y desarrollo
Se tuvo que esperar hasta la campaña de las Elecciones municipales de 2007 para que este proyecto fuera retomado por parte de uno de los partidos candidatos a la elección que resultó finalmente ganador. De la mano del alcalde elegido tras las elecciones, Francisco Fernández, comienza a tomar forma el proyecto a partir de las cinco líneas comprometidas durante la campaña electoral, a las que se añade una circular que recorrería el centro de la ciudad.
Tomando como base este primer esbozo de proyecto y tras una exposición pública con motivo del Plan de Movilidad Urbana Sostenible de la ciudad, el ayuntamiento tuvo que adaptar el proyecto a las necesidades de la ciudad.
| Línea | Inicio                    | Fin                           |
| ----- | ------------------------- | ----------------------------- |
| 1     | Estación de Matallana     | Hospitales                    |
| 2     | Estación de Matallana     | Eras de Renueva               |
| 3     | Glorieta de Guzmán        | Centro Comercial Espacio León |
| 4     | Glorieta de Guzmán        | Puente Castro                 |
| 5     | Glorieta de Santo Domingo | El Ejido                      |

### Proyecto de ancho internacional
Ante la escasez de fondos propios se optó por una nueva vía de construcción, cediendo a una empresa la construcción y gestión del tranvía mediante el sistema de concesión.
La empresa Acciona Concesiones se muestra interesada por este proyecto, presentando un estudio de viabilidad para el proyecto del tranvía de León. En ese informe se habían estudiado hasta 16 alternativas eligiéndose finalmente 2 de los trazados, el primer corredor NO - SE, inicia su recorrido en la Calle Cronista Luis Pastrana y lo finaliza en el barrio de Puente Castro. Se contempla un segundo corredor NE - SO que uniría los principales puntos generadores de tráfico de la ciudad (universidad, hospital, estación de Adif) atravesando el centro histórico de la ciudad, siendo el ancho de vía preferido en la construcción el ancho internacional.
El 27 de abril de 2009 la Comisión de Urbanismo del Ayuntamiento de León informa favorablemente del anteproyecto técnico de obras del tranvía, elaborado a partir del proyecto de la empresa Acciona, paso previo a su aprobación en el pleno del 30 de abril de 2009. Una vez superado este trámite se ordena su publicación en los boletines oficiales de la provincia y de la comunidad autónoma, para pasar al periodo de participación ciudadana con la información pública y presentación de alegaciones, siendo una de las principales reivindicaciones de los ciudadanos que el proyecto contemple como ancho de vía del tranvía el ancho métrico.
Las previsiones son que a lo largo de 2009 se termine con el proceso administrativo del proyecto llevando a cabo su adjudicación definitiva, de tal modo que en 2010 comiencen las obras y en 2011 se ponga en funcionamiento esta infraestructura.
El proyecto leonés de implantación del tranvía en terreno urbano pasó por un momento complicado. La Junta de Castilla y León expedientó al Ayuntamiento de León por motivos, según el organismo, de incumplimiento de medio ambiente y Patrimonio. Además la Junta negó haber autorizado el inicio de la obra del tranvía leonés.
No obstante, Feve (compañía ejecutora del proyecto) adquirió un compromiso con la ciudad de León con la implantación del tranvía según el presidente de la compañía, Ángel Villalba, en agosto de 2010.

### Proyecto definitivo
Tras los problemas en la adjudicación de la primera línea del tranvía leonés, el ayuntamiento de León negoció con Feve una alternativa. Esta alternativa, hoy en obras, consiste en la integración de la trinchera por la que discurre la línea ferroviaria León-Matallana a su paso por la ciudad para permitir el paso de tranvías y tren-tram, conjuntamente, se prevé la construcción de un ramal al complejo hospitalario.
Podemos diferenciar así dos partes en el trazado del tranvía leonés, la primera, compuesta por la traza de Feve en el término municipal de León, convertida a doble vía electrificada y con cinco paradas, cuatro de ellas (Matallana, San Mamés, Asunción y Universidad) ya existentes en el trazado convencional y una de nueva construcción en el Parque de San Mamés. La segunda parte del trazado corresponde al ramal del hospital, de 1,2 kilómetros, con dos paradas, ambas de nueva creación.
Quedaría pendiente no obstante un tercer tramo que extendería la traza hacia la plaza de Santo Domingo, en el centro de la ciudad, de apenas 450 metros y paralizado por el ayuntamiento de León y un cuarto, cuyo proyecto se encuentra en redacción por parte de la empresa ferroviaria, hasta la localidad de Villaquilambre, donde las obras consistirían en integrar, electrificar y duplicar la línea ferroviaria León-Matallana durante 2,1 km. En un segundo plano queda la línea de tranvía planificada en ancho internacional, que Feve mostró interés en desarrollar tras el compromiso del Ministerio de Fomento de sufragar toda la operación con 150 millones de euros.

## Integración de Feve en León

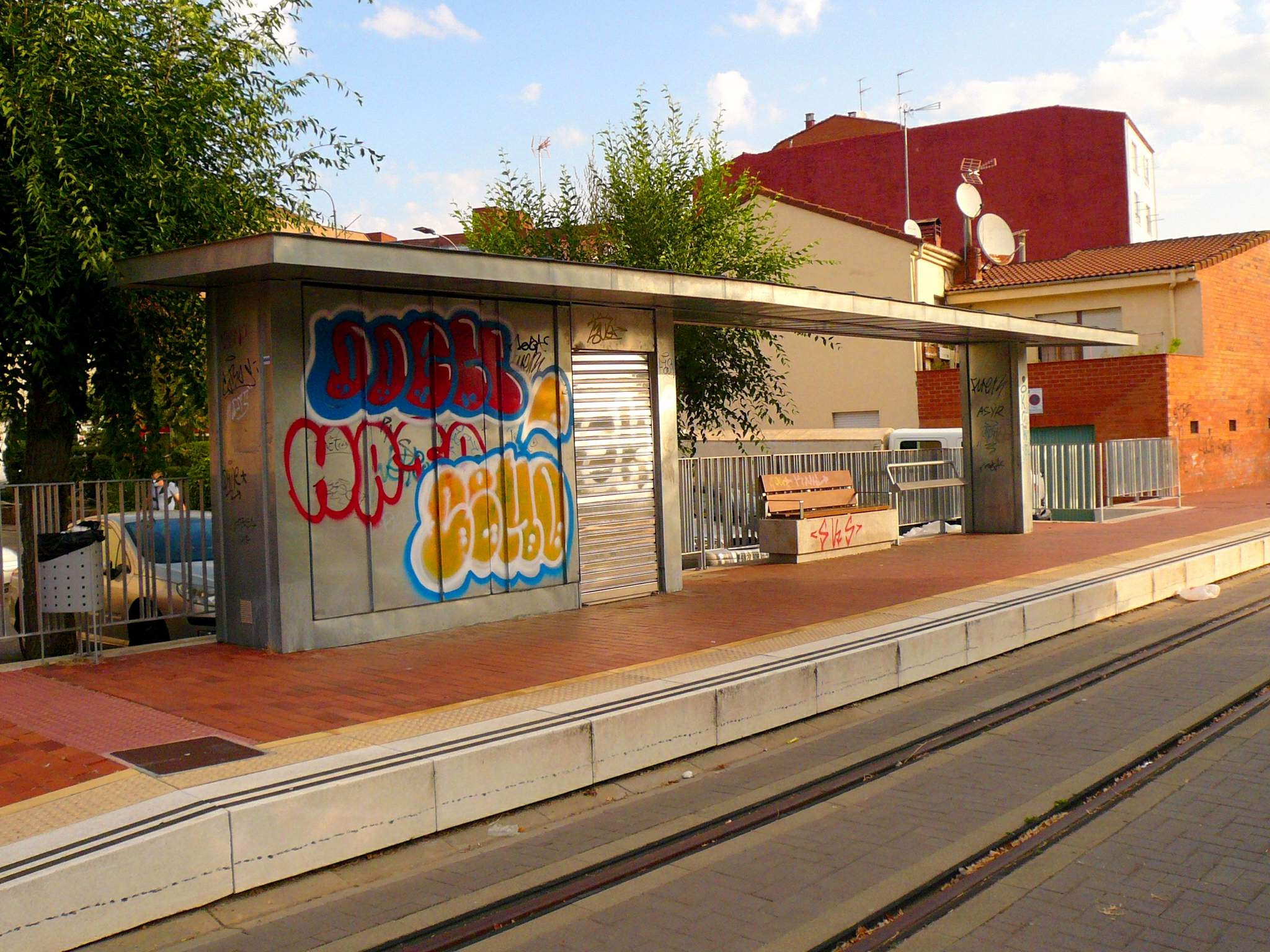
Apeadero de la Estación de Hospitales.

En septiembre de 2011, de la estación de León-Matallana, partió el último tren de la extinta FEVE, con motivo del comienzo de las obras de la integración del trazado de vía estrecha, en León. Los trenes finalizarían su recorrido en el apeadero de Asunción/Universidad.
El plan previsto entonces era que la circulación se recuperase a principios de 2013 tras elevar la cota de la vía y lograr la permeabilidad entre ambos lados de la misma. En 2018, tras múltiples retrasos y problemas judiciales finalizaban las obras de la nueva plataforma tranviaria que atravesaba la ciudad.
Adif alega que no existe una normativa para trenes-tranvía que permita la circulación por el nuevo trazado; además, el trazado suspendido fue sacado de la RFIG en 2017. Existen trenes-tranvía en Alicante y Cádiz, de anchos métrico e ibérico, fuera y dentro de la RFIG y operados por FGV y Renfe, respectivamente.